# Onsen
Onsen (温泉?) è il nome giapponese (in italiano reso variamente al femminile o al maschile) con cui si indica una stazione termale; possono avere bagni termali all'aperto – rotenburo (露天風呂?) o notenburo (野天風呂?) – oppure al coperto ed essere pubblici (tipicamente gestiti dalla municipalità) o privati – uchiyu (内湯?) – tipicamente gestiti da un albergo locale – ryokan (旅館?) – o da un bed and breakfast – minshuku (民宿?).

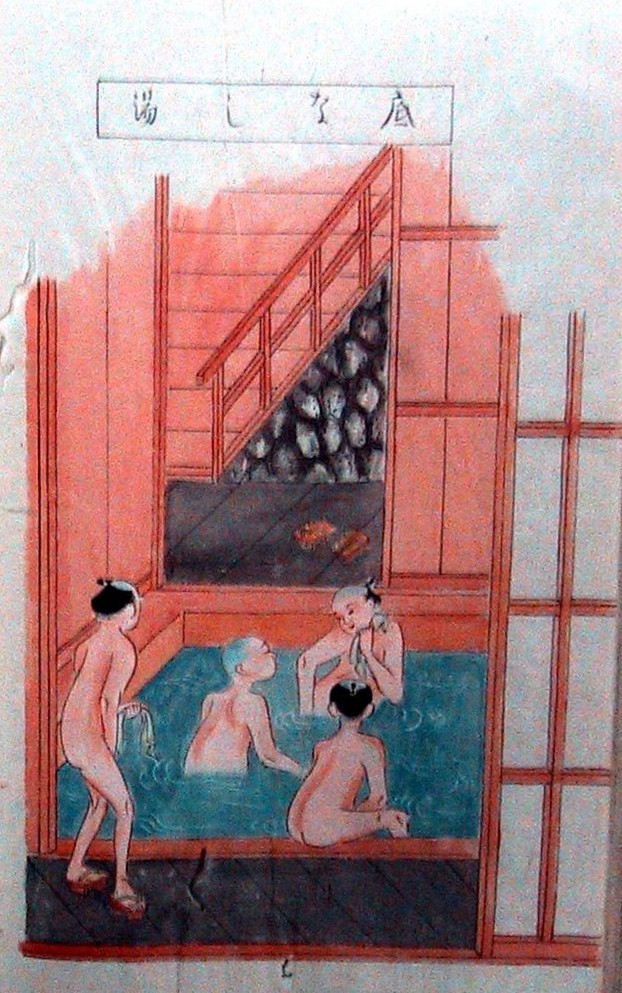
Guida alle terme di Hakone, del 1811

Sono generalmente collocati in campagna e sono un'attrazione turistica molto frequentata da coppie, famiglie o gruppi di amici che cercano una fuga dalla caotica vita di città per rilassarsi. I giapponesi considerano importante la "comunione in nudità" (裸の付き合い?, hadaka no tsukiai), poiché capace di abbattere le barriere e far conoscere nuove persone nell'atmosfera rilassata e familiare dell'onsen.
Nel marzo del 2003 è stato riportato che nelle 2 292 municipalità giapponesi c'erano 3 102 centri termali, con 15 400 strutture di alloggio (spesso ryokan) e 6 740 onsen pubblici; l'afflusso medio era di circa 130 milioni di persone ogni anno. Gli onsen sono popolari anche in Corea, dove sono chiamati "oncheon" (온천). Gli onsen sono inoltre spesso indicati su mappe e cartelli con il simbolo ♨ o con il kanji per "acqua calda" (湯?, yu); talvolta si usa invece l'hiragana ゆ (yu), poiché comprensibile anche ai bambini.
In Giappone ci sono molte sorgenti termali, frequentate attualmente più come località turistiche che come luogo di cure. Le più famose sono Atami, Beppu e Dogo. Ne esistono molte all'aperto dove ci si può godere la natura mentre si fa il bagno.

## Caratteristiche

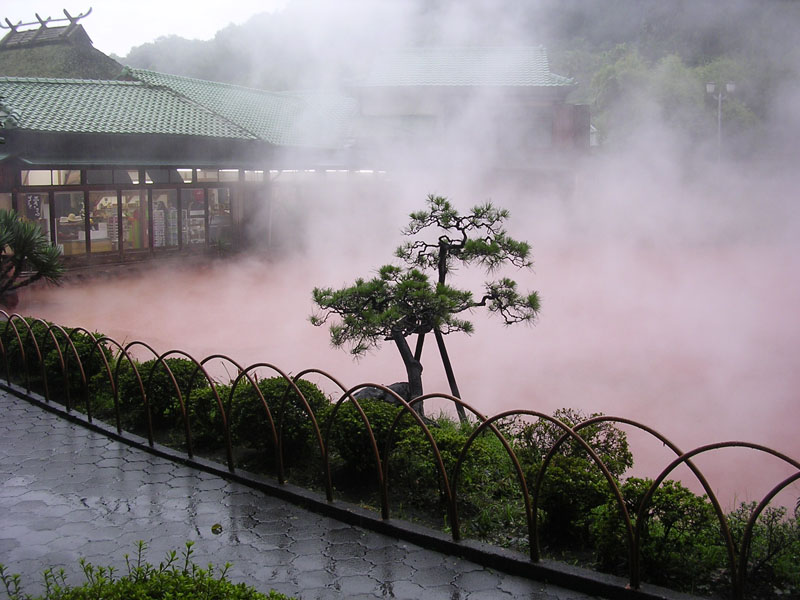
Il particolarissimo chi-no-ike jigoku ("inferno di sangue") di Beppu, una pozza di acqua termale la cui acqua assume colore rosso, la temperatura nettamente superiore agli 80 °C non consente di immergersi

Gli onsen sono tradizionalmente posti all'aperto, anche se molti alberghi hanno costruito anche sale da bagno interne; per definizione gli onsen usano l'acqua calda proveniente da sorgenti riscaldate geotermicamente, tipicamente per fenomeni di natura vulcanica, e in questo si distinguono dai sentō, (le sale da bagno pubbliche delle città in cui l'acqua viene prelevata dal sistema idrico pubblico e riscaldata). All'acqua termale degli onsen sono attribuite proprietà curative grazie al contenuto minerale; uno stesso onsen può produrre diverse polle d'acqua, ciascuna dotata di diverse proprietà minerali, e gli alberghi più rinomati dispongono le varie vasche con ambientazioni diverse, talvolta a tema e spesso con la presenza di cascate artificiali dette utaseyu (打たせ湯?). Le vasche all'aperto sono spesso fatte di cipresso giapponese, marmo o granito, mentre quelle interne usano anche piastrelle o materiali più moderni, come acrilico e acciaio.
Fino al periodo Meiji uomini e donne facevano il bagno insieme, negli onsen come nei sentō; alcuni bagni misti si possono ancora trovare nelle aree rurali, ma generalmente hanno anche vasche o periodi del giorno riservati alle donne. I bambini di ambo i sessi sono invece ammessi in tutte le vasche. Le attrazioni principali degli onsen sono le acque termali e il cibo, poiché gli alberghi offrono spesso pasti fatti in casa e composti di prodotti tipici della zona; sono occasionalmente offerti altri servizi, come massaggi, ma sono abbastanza accessori. Poiché l'ora in cui viene servita la cena è tipicamente alle 18, per quell'ora i bagni sono generalmente deserti.

## Galateo

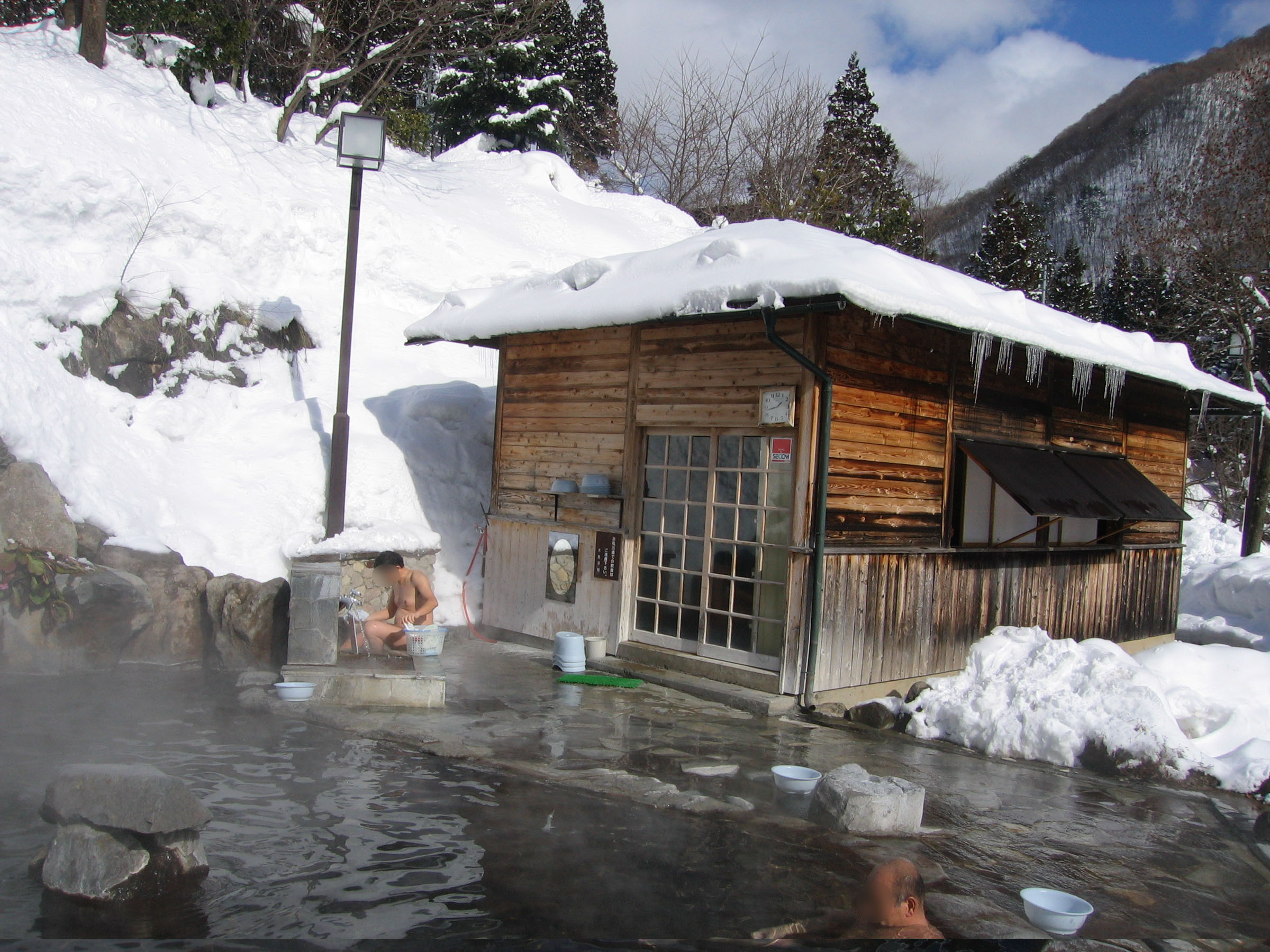
Bagnanti nellonsen all'aperto di Maguse, a Kijimadaira, prefettura di Nagano

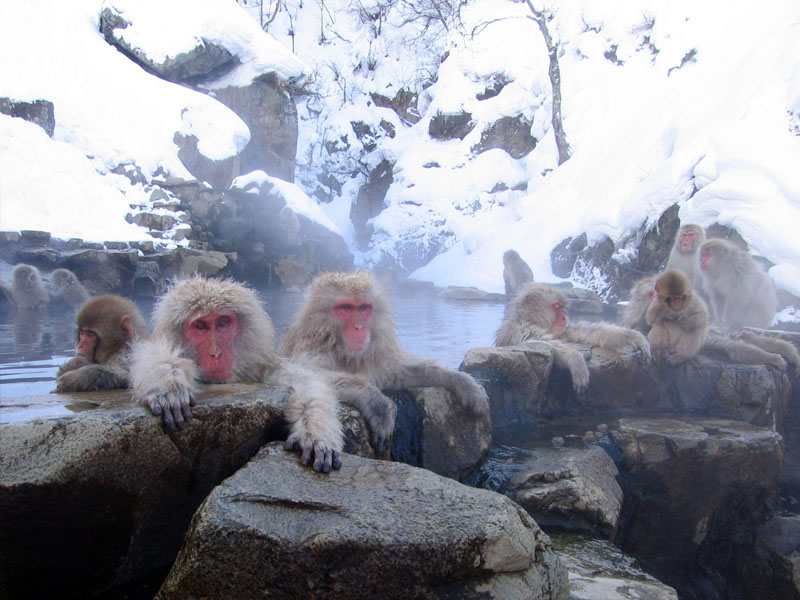
I macachi giapponesi sono assidui frequentatori degli onsen più appartati, come si può vedere da questa foto scattata nellonsen di Jigokudani, vicino Nagano

### Pulizia
Negli onsen, come nei sentō, ai clienti è richiesto di lavarsi e risciacquarsi accuratamente prima dell'ingresso nelle vasche di acqua calda; i bagni interni hanno rubinetti con terminatore da doccia rimovibile e sgabelli su cui sedersi, per fare doccia e shampoo. È inoltre sempre presente una vaschetta con cui versarsi l'acqua addosso. Fare ingresso ancora sporchi o ricoperti di sapone è ritenuto una grave maleducazione e può causare reazioni indignate da parte degli altri bagnanti; come misura minima si dovrebbe usare la vaschetta per versare acqua sui genitali e sui piedi.

### Costumi da bagno
Molti onsen tradizionali non permettono ai loro clienti di indossare costumi da bagno nell'onsen, in base alla radicata convinzione che tutto ciò che non sia il corpo nudo sporchi l'acqua. In alcuni onsen più moderni si può però trovare l'atmosfera di un parco acquatico e in questi casi si incoraggiano i clienti a indossare costumi, soprattutto nel caso di bagni misti.

### Asciugamani
I clienti degli onsen portano generalmente con loro nella vasca un piccolo asciugamano che talvolta usano come accappatoio, soprattutto quando percorrono la strada che separa i lavatoi dai bagni. Riguardo all'indossarli quando si è in acqua si pone lo stesso problema dei costumi da bagno; molti onsen hanno cartelli che vietano il contatto tra l'asciugamano e l'acqua, sostenendo che la sporchi. È d'abitudine lasciare l'asciugamano a lato della vasca quando ci si immerge, ma alcuni l'avvolgono sulla testa.

### Rumori
Gli onsen sono considerati un posto tranquillo dove fuggire dalla vita di città e così ci sono spesso divieti e raccomandazioni sul chiasso nelle varie aree dell'onsen; conversazioni tra i clienti sono tollerate e incoraggiate, purché non diventino troppo vivaci e fastidiose per chi si vuole rilassare, mentre l'irrequietezza dei bambini è generalmente tollerata.

### Tatuaggi
In alcuni onsen è vietato l'ingresso a persone tatuate. In Giappone il tatuaggio è infatti prerogativa degli appartenenti alla mafia giapponese (Yakuza). Tuttavia sono spesso tollerati tatuaggi piccoli e non troppo esposti; è sempre suggerribile quindi, nel caso si avesse un tatuaggio, chiedere se è consentito l'accesso.

## Igiene

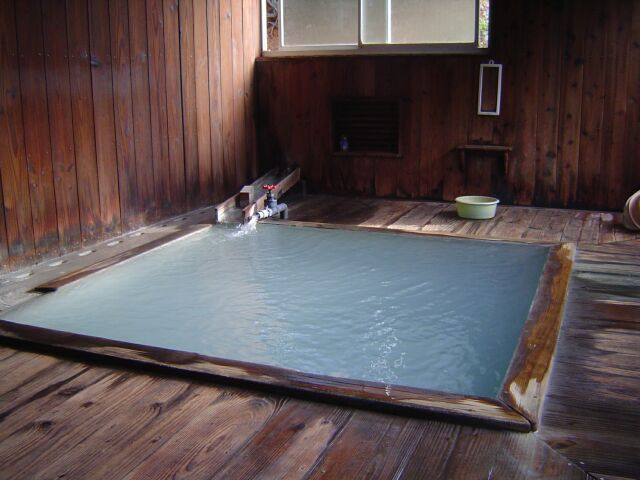
Un onsen al coperto a Oofuka (大深温泉)

Sebbene milioni di giapponesi si immergano nelle acque degli onsen ogni anno senza per questo contrarre infezioni, le condizioni calde e umide delle terme sono l'habitat ideale di numerosi funghi e batteri. Molta della letteratura medica al riguardo cita casi avvenuti in Giappone, ma ciò è probabilmente da ascriversi alla grande popolarità delle terme nel Paese e non a un minor livello igienico.
Tra le infezioni riportate ci sono:
- ll piede d'atleta;
- la Naegleria fowleri, un'ameba che può causare meningite.[3][4] Quest'ameba entrando nei condotti nasali può raggiungere il cervello e diverse morti le sono state ascritte;[5][6]
- la legionellosi;[7][8]
- si sospetta che un bagnante abbia contratto l'herpes simplex in una fonte termale giapponese.[9]

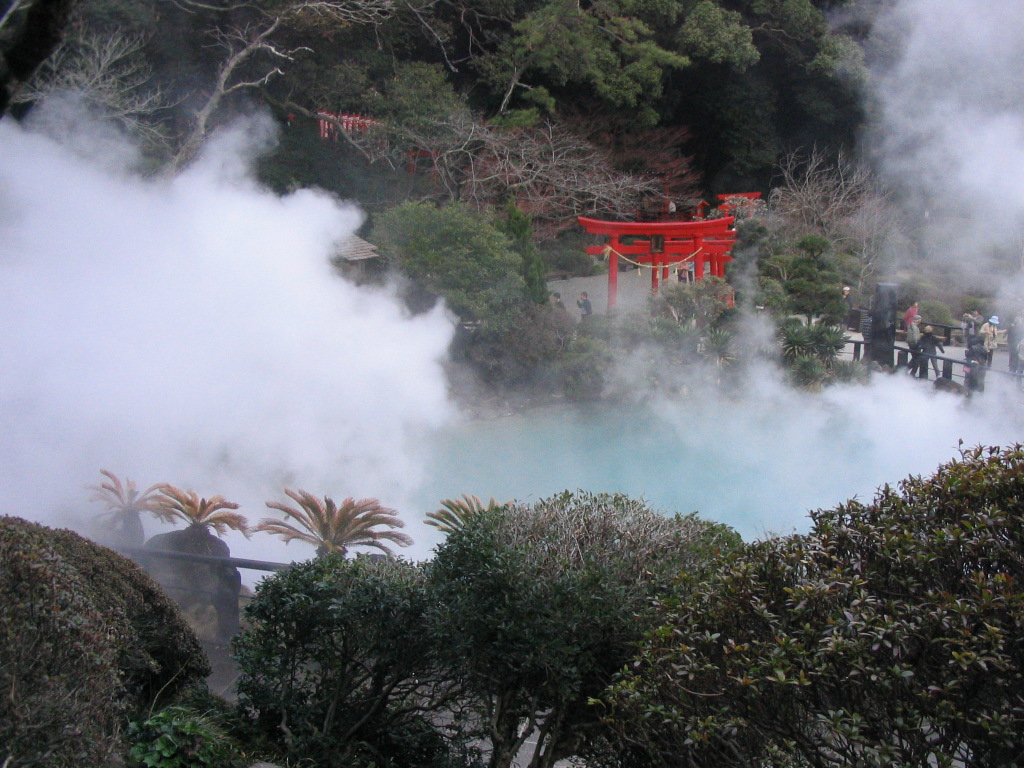
La fonte Umi jigoku ("inferno di mare") di Beppu

Inoltre gli studiosi non sono più così convinti che le temperature e la composizione minerale delle acque termali rappresenti una protezione dalle infezioni; in una fonte termale di Pozzuoli, dall'acqua acida a pH 1,5 e temperature oscillanti tra 87 e 93 °C, sono stati prelevati dei virus che in laboratorio hanno dimostrato di possedere ancora capacità infettive.

## Controversia razziale

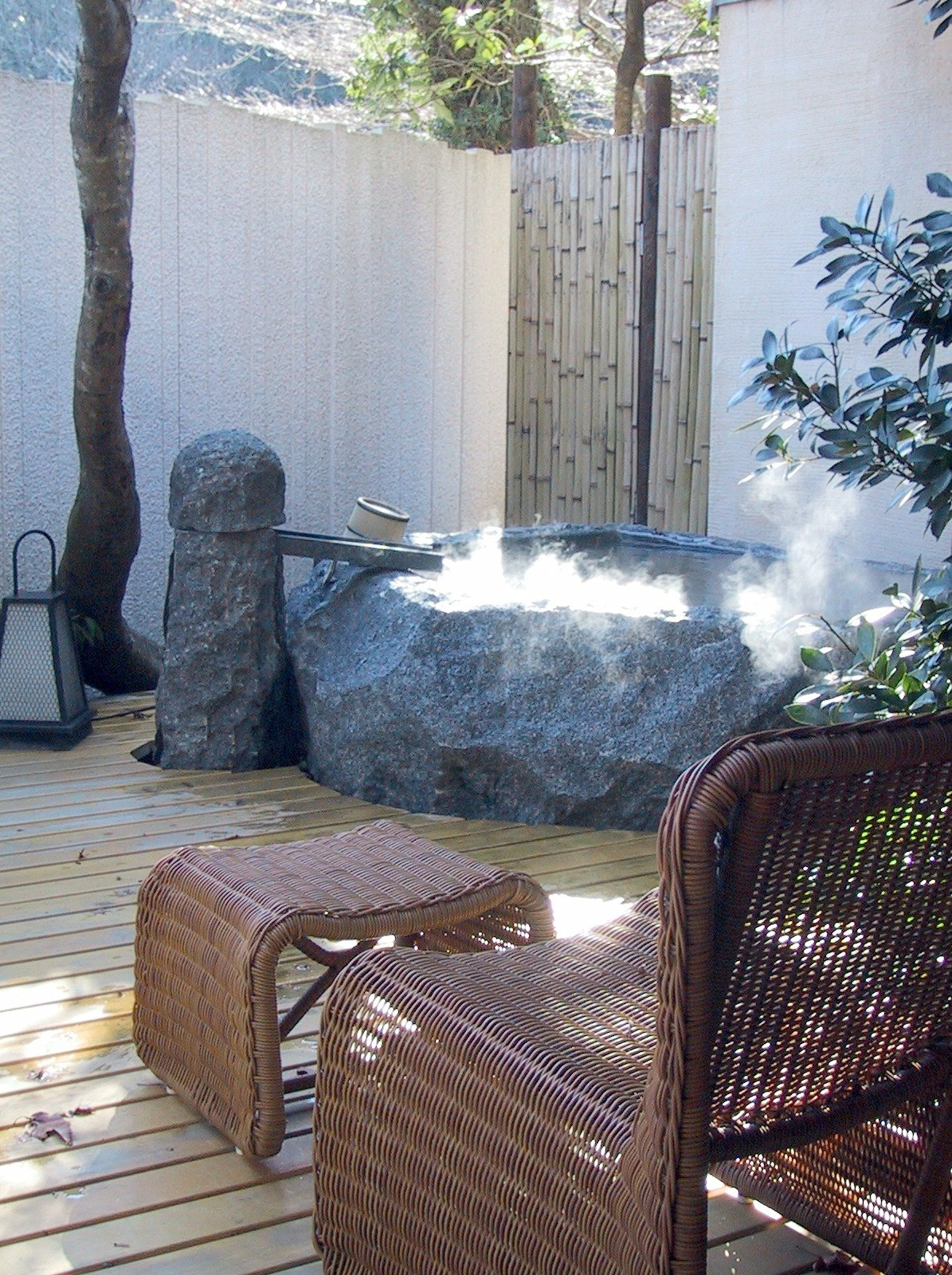
Un rotenburo privato nell'onsen di Gorakadan, a Hakone

Recentemente alcuni onsen hanno apposto cartelli che vietano l'accesso a non-giapponesi. La cosa si è verificata soprattutto sull'isola di Hokkaidō, frequentata dai pescatori russi, ed è cominciata nei sentō che accusavano gli stranieri di ubriacarsi e comportarsi male nei bagni, sebbene possa essere correlata allo stereotipo giapponese che vede gli stranieri come sporchi e maleducati.
Il problema è giunto in tribunale quando nel febbraio del 2001 ad Arudō Debito, uno statunitense naturalizzato giapponese, fu negato l'accesso ai bagni; l'onsen è stato condannato a risarcire con un milione di yen a testa Debito e i suoi due compagni e la città di Otaru fu invitata dal governo a vigilare sulla tolleranza razziale, anche se il governo lasciò aperta la possibilità di regolamentare l'accesso sulla base della nazionalità con leggi locali.
Nonostante questi casi limitati gli onsen normalmente non applicano discriminazioni, purché si rispettino le regole di igiene e buona educazione.